# Смуговий фільтр

Приклад амплітудно-частотної характеристики смугового фільтру

Одна зі схем смугового фільтру

Смугови́й фі́льтр — електронний фільтр, що пропускає сигнали в певному діапазоні (смузі) частот, і послаблює (вирізає) сигнали частот за межами цієї смуги. Наприклад, смуговий фільтр на 1800—1900 MГц пропускає тільки сигнали, частота яких лежить в інтервалі 1 800 ÷1 900 МГц. При цьому частота 1 800 МГц називається нижньою частотою зрізу, а 1 900 МГц — верхньою частотою зрізу. На цих частотах придушення сигналу повинно складати 3 дБ (0.707 від сигналу на центральній частоті).